# Praça Sport Club Internacional
A Praça Sport Club Internacional é uma praça de Porto Alegre, capital do estado brasileiro do Rio Grande do Sul, localizada na Rua Jornal do Brasil.
A Praça Sport Club Internacional fica ao lado do Hospital Porto Alegre, no bairro Azenha. O Centro Municipal de Cultura, Arte e Lazer Lupicínio Rodrigues na Avenida Érico Verissimo 307, esquina com Avenida Ipiranga também se localiza perto da praça.
Nomeada em homenagem ao Sport Club Internacional porque no início do século XX, nesta praça existiu o primeiro campo do Internacional, inaugurado no dia 25 de abril de 1909, num terreno da Rua Arlindo, na antiga Ilhota.
Na década de 1970, alguns logradouros públicos foram transformados em praças na cidade de Porto Alegre, como ocorrido com a Praça Sport Club Internacional, antiga Ilhota (Lei nº. 4150 de 16 de julho de 1976). Com área de 5.198 m², foi urbanizada entre os anos de 1977 e 1978.

## Ruas ao redor da praça
Rua José Honorato dos Santos, Rua Jornal do Brasil, Rua Alcides de Oliveira Gomes, Rua Dr. Sebastião Leão e Rua Antônio Francisco da Rocha.

## EPTC e escolas estaduais perto da praça
Na Avenida Ipiranga 1090, esquina com a Rua Jornal do Brasil, existe o Colégio Estadual Protásio Alves.
Pela Rua Jornal do Brasil, no acesso à Rua João Neves da Fontoura, existe a Escola Estadual Renascença e a EPTC.
Pela Rua Jornal do Brasil, no acesso à Rua José Honorato dos Santos, existe a Escola Estadual Coronel Afonso Emilio Massot.

## Internacional adotou a praça
4 de abril de 2009, data do Centenário do Internacional, o Clube adotou a praça.

## Abaixo-assinado
22 de setembro de 2012 foi criado Abaixo-assinado para melhorias da Praça Sport Club Internacional.